# Catalanes (Santa Cruz de Tenerife)

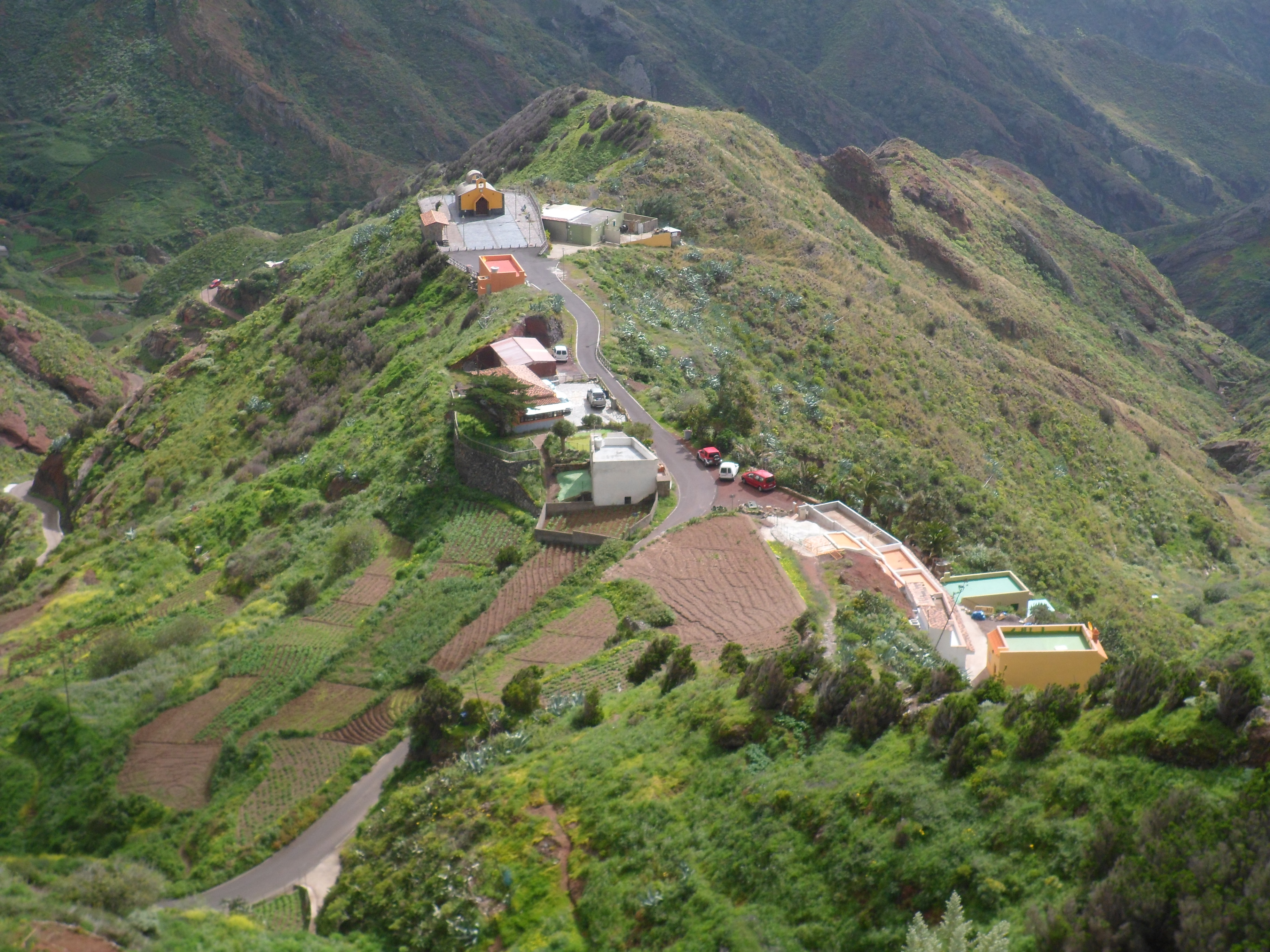
Los Catalanes

Los Catalanes, o simplement Catalanes, és un petit nucli de població que pertany administrativament al districte d'Anaga, del municipi de Santa Cruz de Tenerife, capital de l'illa de Tenerife (Illes Canàries).
El nom probablement fa referència a l'assentament de pobladors procedents de Catalunya després de la conquesta castellana de l'illa en el segle xv.

## Geografia
Situat dalt d'una cinglera, hi destaquen les construccions sobre toba volcànica, i també les eres de conreu, abans dedicades als cereals, i ara sobretot a la patata. També hi ha bestiar boví.
El poble està ubicat a la part alta del Valle Grande, al vessant sud del Macizo de Anaga, a una distància de 27,6 kilòmetres del nucli urbà de Santa Cruz de Tenerife i a una alçada mitjana de 577 metres. L'altitud màxima de Catalanes es troba a la Cruz de Afur, a 1.004 metres. Es tracta d'una petita caseria de construccions disperses pels vessants de la vall. Hi ha una ermita dedicada a Sant Josep Obrer i una plaça pública. A prop s'hi troba la Galería de Catalanes, un dels subministraments històrics d'aigua de la ciutat de Santa Cruz.
Al seu paisatge hi destaquen les elevacions del Roque del Agua i el Pico del Inglés, on hi ha un mirador.

## Demografia
| Any       | 2000 | 2001 | 2002 | 2003 | 2004 | 2005 | 2006 | 2007 | 2008 | 2009 | 2010 | 2011 | 2012 | 2013 | 2014 | 2015 | 2016 | 2017 |
| --------- | ---- | ---- | ---- | ---- | ---- | ---- | ---- | ---- | ---- | ---- | ---- | ---- | ---- | ---- | ---- | ---- | ---- | ---- |
| Habitants | 30   | 27   | 26   | 28   | 29   | 30   | 30   | 30   | 30   | 31   | 31   | 34   | 26   | 24   | 25   | 21   | 21   | 22   |

## Folcklore
A Catalanes s'hi celebren festes patronals en honor de Sant Josep Obrer el primer de maig, amb actes religiosos i revetlles populars.

## Comunicacions
Al nucli s'hi arriba per una pista que connecta amb la carretera de El Bailadero, la TF-12. També s'hi pot anar per diversos camins de muntanya, un dels quals està homologat a la xarxa de senders de Tenerife, el PR-TF 2, de Valleseco a Taborno.